# Hoa hậu Thế giới 1985

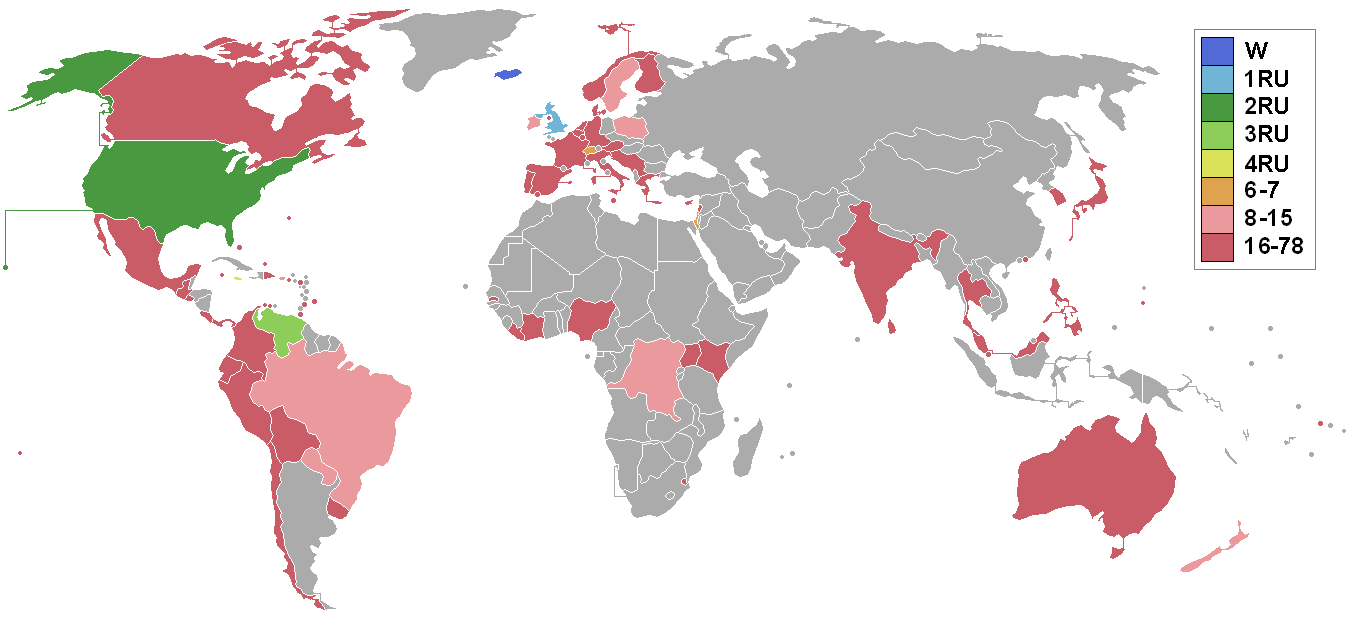
Các quốc gia và vùng lãnh thổ tham dự cuộc thi và kết quả

Hoa hậu Thế giới 1985, là cuộc thi lần thứ 35, được tổ chức ngày 14 tháng 1 năm 1985 tại Royal Albert Hall, Luân Đôn, Vương quốc Anh. 78 thí sinh từ khắp nơi trên thế giới đã cùngnhau tranh tài. Hoa hậu Thế giới 1984, Astrid Carolina Herrera từ Venezuela, đã trao lại vương miện cho Hólmfríður Karlsdóttir từ Iceland.

## Kết quả

### Thứ hạng
| Kết quả               | Thí sinh |
| --------------------- | --- |
| Hoa hậu Thế giới 1985 | - Iceland – Hólmfríður Karlsdóttir |
| Á hậu 1               | - Vương quốc Anh – Mandy Adele Shires |
| Á hậu 2               | - Hoa Kỳ – Brenda Denton |
| Top 7                 | - Jamaica – Alison Jean Barnett - Israel – Maja Wechtenhaim - Thụy Sĩ – Eveline Nicole Glanzmann - Venezuela – Ruddy Rosario Rodríguez de Lucia |
| Top 15                | - Brazil – Leila Rosana Leal Bittencourt - Ireland – Anne Marie Gannon - New Zealand – Sheri Anastasia LeFleming Burrow - Paraguay – Daisy Patricia Ferreira Caballero - Ba Lan – Katarzyna Dorota Zawidzka - Puerto Rico – Iris Matías González - Thụy Điển – Anne-Bolette Jill Christophersson - Zaire – Kayonga (Benita) Mureka Tete |

## Giải thưởng đặc biệt
| Giải thưởng     | Thí sinh                      |
| --------------- | ----------------------------- |
| Hoa hậu Cá tính | - Đảo Man - Fiona Hartley     |
| Hoa hậu Ảnh     | - Zaire - Kayonga Mureka Tete |

## Các nữ hoàng châu lục
| Châu lục       | Thí sinh                           |
| -------------- | ---------------------------------- |
| Châu Phi       | - Zaire - Kayonga Mureka Tete      |
| Châu Mỹ        | - Hoa Kỳ - Brenda Denton           |
| Châu Á         | - Israel - Maja Wechtenhaim        |
| Châu Âu        | - Iceland - Hólmfríður Karlsdóttir |
| Châu Đại Dương | - New Zealand - Sheri Burrow       |

## Thí sinh
| Quốc gia/Lãnh thổ           | Thí sinh                                  | Quê quán             |
| Quần đảo Virgin (Mỹ)        | Connie Mary Colaire Christiansted         | Christiansted        |
| Aruba                       | Jacqueline Deborah van Putten             | St. Nicholas         |
| Úc                          | Angeline Nasso                            | Sydney               |
| Áo                          | Gabriele Christine Maxonus                | Salzburg             |
| Bahamas                     | Rhonda Lea Cornea                         | Abaco                |
| Barbados                    | Elizabeth "Liz" Dana Wadman               | Christ Church        |
| Bỉ                          | Ann Van den Broeck                        | Antwerp              |
| Bermuda                     | Jannell Kathy Nadra Ford                  | Devonshire           |
| Bolivia                     | Carolina Issa Abudinen                    | Santa Cruz           |
| Brazil                      | Leila Rosana Leal Bittencourt             | Porto Alegre         |
| Canada                      | Michelle Irene Tambling                   | Toronto              |
| Quần đảo Cayman             | Emily Yvette Hurlston                     | Grand Cayman         |
| Chile                       | Lydia Ana Labarca Birke                   | Santiago             |
| Colombia                    | Margarita Rosa de Francisco Baquero       | Cali                 |
| Costa Rica                  | Marianela Herrera Marín                   | San José             |
| Curaçao                     | Liduschka Pamela Curiel                   | Willemstad           |
| Síp                         | Juliana Panayiota Kalogirou               | Famagusta            |
| Đan Mạch                    | Jeanette Kroll                            | Odense               |
| Cộng hòa Dominica           | María Trinidad González Hernández         | Salvaleón de Higüey  |
| Ecuador                     | María del Pilar de Veintemilla Russo      | Quito                |
| El Salvador                 | Luz del Carmen Mena Duke                  | San Salvador         |
| Phần Lan                    | Marja Kristiina Kinnunen                  | Tampere              |
| Pháp                        | Nathalie Jones                            | New Caledonia        |
| Gambia                      | Georgett Salleh                           | Brikama              |
| Đức                         | Marion Morell                             | Stuttgart            |
| Gibraltar                   | Gail Anne May Francis                     | Gibraltar            |
| Hy Lạp                      | Epi Galanos                               | Athens               |
| Guam                        | Therese M. Quintanilla                    | Agana                |
| Guatemala                   | Maricela Luna Villacorta                  | Thành phố Guatemala  |
| Hà Lan                      | Brigitte Bergman                          | Utrecht              |
| Hồng Kông                   | La Cẩm Như                                | Hồng Kông            |
| Iceland                     | Hólmfríður Karlsdóttir                    | Reykjavík            |
| Ấn Độ                       | Sharon Mary Clarke                        | Mumbai               |
| Ireland                     | Anne Marie Gannon                         | Dublin               |
| Đảo Man                     | Fiona Louise Hartley                      | Douglas              |
| Israel                      | Maja Wechtenhaim                          | Haifa                |
| Ý                           | Cosetta Antoniolli                        | Milan                |
| Bờ Biển Ngà                 | Rose Armande Oulla                        | Abidjan              |
| Jamaica                     | Alison Jean Barnett                       | Kingston             |
| Nhật Bản                    | Haruko Sugimoto                           | Tōkyō                |
| Kenya                       | Jacqueline Mary Thom                      | Thika                |
| Hàn Quốc                    | Park Eun-kyoung                           | Seoul                |
| Liban                       | Mary Khoury                               | Beirut               |
| Liberia                     | Sarah Laurine Massanuh Horton             | Monrovia             |
| Luxembourg                  | Beatrix Bertine Herma Corneline Tinnemans | Thành phố Luxembourg |
| Malaysia                    | Rosalind Kong Siew Yuen                   | Kuala Lumpur         |
| Malta                       | Kristina Apap Bologna                     | Mdina                |
| México                      | Alicia Yolanda Carrillo González          | Guadalajara          |
| New Zealand                 | Sheri Anastasia LeFleming Burrow          | Auckland             |
| Nigeria                     | Rosemary Okeke                            | Lagos                |
| Na Uy                       | Karen Margrethe Moe                       | Kristiansund         |
| Panama                      | Diana Ester Alfaro Arosemena              | Thành phố Panama     |
| Paraguay                    | Daisy Patricia Ferreira Caballero         | Asunción             |
| Peru                        | Carmen del Rosario Muro Tavara            | Lambayeque           |
| Philippines                 | Elizabeth Dionisio Cuenco                 | Manila               |
| Ba Lan                      | Katarzyna Dorota Zawidzka                 | Gorzów               |
| Bồ Đào Nha                  | Maria de Fátima da Silva Alves Raimundo   | Cascais              |
| Puerto Rico                 | Iris Matías González                      | Caguas               |
| St. Kitts & Nevis           | Karen Marcelle Grant                      | Old Road Town        |
| Saint Vincent và Grenadines | Donna Maria Young                         | Kingstown            |
| Singapore                   | Joanna Sylvia Mitchell                    | Paya Lebar           |
| Tây Ban Nha                 | María Amparo Martínez Cerdán              | Valencia             |
| Sri Lanka                   | Natalie Gunewardene                       | Colombo              |
| Swaziland                   | June Hank                                 | Manzini              |
| Thụy Điển                   | Anne-Bolette Jill Christophersson         | Stockholm            |
| Thụy Sĩ                     | Eveline Nicole Glanzmann                  | Bauen                |
| Tahiti                      | Ruth Manea                                | Faa'a                |
| Thái Lan                    | Parnlekha Wanmuang                        | Băng Cốc             |
| Trinidad và Tobago          | Ulrica Christina Phillip                  | San Fernando         |
| Turks & Caicos              | Barbara Bulah Mae Capron                  | Providenciales       |
| Uganda                      | Helen Acheng                              | Kitgum               |
| Vương quốc Anh              | Mandy Adele Shires                        | Bradford             |
| Hoa Kỳ                      | Brenda Denton                             | Hobbs                |
| Uruguay                     | Gabriela de León Muñiz                    | Montevideo           |
| Venezuela                   | Ruddy Rosario Rodríguez de Lucía          | Caracas              |
| Tây Samoa                   | Angelie Achatz                            | Apia                 |
| Nam Tư                      | Aleksandra Košanović                      | Belgrade             |
| Zaire                       | Kayonga "Benita" Mureka Tete              | Kinshasa             |

## Ghi nhận

### Lần đầu tham gia
- Bờ Biển Ngà
- Saint Kitts và Nevis
- Zaire

### Trở lại
| - Lần cuối tham gia là năm 1968: - Uganda - Lần cuối tham gia là năm 1977: - Luxembourg | - Lần cuối tham gia là năm 1978: - Saint Vincent và Grenadines (với tư cách là Saint Vicent) - Lần cuối tham gia là năm 1983: - Liberia |

### Bỏ cuộc
- Honduras
- Thổ Nhĩ Kỳ

### Các chú ý khác
- Hoa hậu Thế giới 1985 phần diễu hành của quốc gia được đi kèm với bản nhạc In the Realm of the Senses của Quincy Jones, Working My Way Back to You của ban nhạc The Four Seasons, Flashdance của Irene Cara, Invitations của Shakatak, và When Will I See You Again của The Three Degrees.
- Zaire vào bán kết Hoa hậu Thế giới từ quốc gia của cô sau khi cô đạt danh hiệu Á hậu 2 Hoa hậu Hoàn vũ 1985 bốn tháng trước. Cô cũng đã đoạt cúp của Nữ hoàng châu Phi.
- Hoa Kỳ là người đầu tiên không phải từ Mỹ Latinh nhận giải thưởng của Nữ hoàng châu Mỹ.
- Bahamas gửi thí sinh da trắng đầu tiên tham dự Hoa hậu Thế giới.
- New Zealand chiến thắng giải Nữ hoàng châu Đại Dương lần đầu tiên.
- Thụy Sĩ, lọt vào top 7 Hoa hậu Thế giới, vào đến bán kết Hoa hậu Hoàn vũ 1986 tại Panamá.
- Malta đã từng tham dự Hoa hậu Hoàn vũ 1987 tại Singapore.
- Colombia và Venezuela trở thành những diễn viên nổi tiếng.
- Hà Lan đã là Hoa hậu Liên lục địa 1983/1984.
- Gambia, Georgette Salleh không tham dự Hoa hậu Hoàn vũ 1985 bởi giới hạn tuổi. Cô đã bị thay thế bởi Á hậu 1 Batura Jallow.
- 7 trong tổng số 15 thí sinh vào bán kết không có tên trong năm trước: New Zealand, Puerto Rico và Thụy Điển (1980), và Jamaica (1983). Paraguay, Ba Lan, và Zaire vào bán kết Hoa hậu Thế giới lần đầu tiên. Paraguay tham gia từ năm 1959, trong khi Ba Lan là năm 1983. Zaire, cũng vào vòng trong của cuộc thi khi chỉ mới tham gia lần đầu.

## Liên kết
- Trang chủ của cuộc thi Hoa hậu Thế giới